# Can Ramonet (Badalona)
El Restaurant Ramonet, més conegut com Can Ramonet, va ser un establiment de restauració de la ciutat de Badalona, ubicat al passeig de la Rambla, cantonada amb el carrer de Sant Jaume. Va ser un dels restaurants de més prestigi de la ciutat, una fama que va anar més enllà de les fronteres del municipi gràcies a la seva oferta gastronòmica de qualitat, sobretot la seva bullabessa.
El seu origen va ser la taverna fundada a la Rambla per Alexandre Campmany i Gatell a mitjan segle XIX. El local va ser heretat pel seu germà Ramon, que juntament amb la seva muller, Lluïsa Coll i Lamarca, van ampliar l'oferta del negoci amb menjars. El fill d'ambdós, Joan Campmany i Coll, i la seva muller, Lluïsa Condeminas i Pujol, van transformar l'antiga taverna de pescadors en un dels restaurants de més categoria i renom de Badalona. Els nous amos van reformar l'edifici i el van dotar de tres menjadors, que van passar a ser-ne quatre el 1943 amb la instal·lació d'una marquesina a l'exterior. També van modificar la seva oferta gastronòmica: a la seva carta hi van excel·lir els plats de peix, com la sarsuela o la paella, entre ells el plat estrella era la bullabessa, que era el plat més sol·licitat entre els comensals.
Conegut també com Ca la Tranquil·la, segons Josep Gual, es va convertir en el restaurant de les classes més distingides de Badalona, i s'hi celebraven commemoracions i esdeveniments socials i familiars. Era molt comú celebrar-hi festes socials o convits de bateigs o casaments. Gràcies a la seva qualitat gastronòmica, Can Ramonet va assolir molt de renom, tant que la notorietat del restaurant va superar l'àmbit local i s'estengué a Catalunya i, fins i tot, a indrets d'Espanya i l'estranger. La seva fama estava al mateix nivell que locals d'altres localitats costaneres com La Nieves de l'Escala o Cal Patacano de Blanes. Pel restaurant van passar moltes personalitats, com Francesc Macià, Miguel Primo de Rivera, Manuel Azaña, Francesc Cambó, Pompeu Fabra, Àngel Guimerà, Josep Maria Folch i Torres, Josip Broz Tito, Kubala, Manolete o Alexander Fleming.
Segons relata Gual, a partir del moment en què la mestressa va començar a distanciar-se de la cuina, la bullabessa va ressentir-se'n i va iniciar-se una davallada, si bé Can Ramonet va continuar funcionant com sempre i amb la mateixa afluència de clientela. Finalment, el restaurant va tancar el 1976. L'edifici va subsistir fins a l'any 2002, quan va ser enderrocat malgrat les protestes ciutadanes. Amb tot, es van poder salvar tres esgrafiats modernistes de la façana, que van passar a ser conservats pel Museu de Badalona, que també els va restaurar.